# Radio Sargento Candelaria
Radio Sargento Candelaria fue una estación radial chilena, fundada el 14 de julio de 1966 bajo frecuencia de CB 144 AM. Sus estudios estaban en Ahumada 131 piso 6. Fue creada por los hermanos Arturo y Raúl Tarud, como filial de Radio Portales de Santiago.

## Historia
Sus estudios se encontraban inicialmente en una casona ubicada en Monjitas 626. Su objetivo fue dar cabida a las inquietudes sociales y económicas de los grupos sociales que no tenían voz en otros medios. Además, crearon una agrupación de los recién iniciados Centros de Madres. Se organizaban cruzadas de solidaridad para la confección de prendas de vestir, las que se obsequiaban a los barrios más pobres de la ciudad, junto a un espectáculo artístico que la emisora transmitía.
Su gerente general fue Raúl Tarud Siwady, quien ya era reconocido por ser el director de Radio Portales de Santiago. Su primer director fue Antonio Castillo Guzmán, coordinador Julio Vattuone, quien también era programador junto a su hijo Julio Vattuone y la gerente comercial Gladys Maldonado. Posteriormente, se trasladaron a Monjitas 626, 2° piso, casi esquina de Miraflores. Con este cambio de dirección, vino una modificación en su frecuencia, pasando al CB-109 AM. Utilizaba la misma planta transmisora de la Radio Portales en el actual sector de Huechuraba. 
La radioemisora también habilitó una casa para exposiciones, talleres y enfermería al frente de la emisora, en calle Monjitas 625, donde las integrantes de los centros de madres inscritos y otros recibían atención médica gratuita. Esa sala fue denominada La Casa de la Candelaria. A partir de su creación, se mantuvo dentro de los tres primeros lugares de sintonía durante su corta existencia. Eso le significó una alta demanda de contratos publicitarios.
Sin embargo, al llegar el período de la Unidad Popular, el control de los medios productivos hizo declinar la publicidad. Antes de perder los esfuerzos invertidos, los Tarud venden la emisora a Jorge Molina, militante del MAPU. Posteriormente formaría parte de la cadena de emisoras «La Voz de la Patria» junto a las radios Magallanes (perteneciente al Partido Comunista), Luis Emilio Recabarren (propiedad de la CUT), Portales, Nacional (perteneciente al MIR) y Corporación (controlada por el Partido Socialista), encargada de emitir los actos oficiales del gobierno de Salvador Allende. Debido a ello, el 11 de septiembre de 1973 fue bombardeada su planta transmisora en La Florida, dejando de emitir de manera transitoria; la emisora había logrado emitir los últimos discursos de Allende desde La Moneda retransmitiendo la señal de Radio Magallanes. Posterior al golpe continuó transmitiendo bajo una nueva administración hasta 1975, fecha en que se convirtió en Radio Novísima.

## Programas
- Saludo de la Candelaria[7]
- Recuerdos de la Vieja Victrola - Programa creado por el radiocontrolador Jorge Echeverría
- Tertulia Matinal - Conducido por Nelson Muñoz, era un programa con música, concursos, premios y servicio a la comunidad.
- El Dando Dando - Con Alfredo Rivera, destacaba la sección ¿Que hace Ud. por los demás?
- La Fiesta de la Candelaria - Aquiles Montalva, música bailable y su concurso "Gato Encerrado"
- Ronda de Ases - El show de Alberto Podestá, con la actuación de orquestas típicas y cantantes de tango.
- El Juego de los Títulos - Programa concurso musical.
- El Arca de Noé - Programa musical, concursos, premios. Además entregaban espacios de avisos de arriendos, trabajos, etc.
- La Candelaria en México - Con Alfredo Rivera y Pancho Poncho.
- Candelariando - Programa concurso.
- Círculo Rojo - Un resumen de los hechos policiales.
- El Despipe - Con Juan Carlos Meneses
- Cañonazo y Colación - Hugo Marchant
- Bitácora Noticiosa - Sergio Contreras

## Personal
Director
- Antonio Castillo Guzmán

Coordinador
- Julio Vattuone

Programadores
- Julio Vattuone
- Julio Vattuone Hijo

Locutores
| - Renato González - Noé Wagner - Robinson Zapata - Luis Hernández Labarca - Hugo Ringo Marchant - Luis Maturana Carranza - Alejandro Ramírez - Mario Lazo Neira - Enrique Ossio | - Manuel Hugo Fernández - Ernesto Urrea - Carlos Sapag - Fernando López Curie - Juan Carlos Meneses - Alfredo Rivera - Pedro Guevara Márquez - Aquiles Montalva |

Técnicos/Radiocontroladores
- Jorge Echeverría Herrera
- Mario Villanueva Brizuela
- Ricardo Codoceo